# Joselândia
Joselândia é um município brasileiro do estado do Maranhão. Segundo o censo de 2022 do IBGE, a população era de 14.924 pessoas com uma densidade demográfica de 21,23 habitantes por quilômetro quadrado.

## História
O território foi habitado pimeiramente pelo povo indígena Guajajaras, que viveu ali até a chegada dos primeiros colonizadores.
A região onde hoje se localiza Joselândia foi originalmente habitada no início da década de 1910 por um homem chamado José, cujo sobrenome é desconhecido.
Após fixar residência no local, ele construiu um casebre e dedicou-se ao extrativismo vegetal, além de iniciar grandes plantações, especialmente de cana-de-açúcar. Com o tempo, o lugar ficou conhecido como "Canas", e o próprio José passou a ser chamado de "José das Canas", denominação que posteriormente deu origem ao nome inicial do povoado. A denominação São José das Canas foi mantida até a sua emancipação.
Joselândia recebeu status de município pela lei estadual nº 2169 de 26 de dezembro de 1961.

## Geografia
O território de Joselândia é banhado pelos rios Mearim e Flores, no qual o último guarda em seu seio a Barragem do Rio Flores, importante no projeto de irrigação e no controle de enchentes de algumas cidades.
Joselândia tem como principal fonte econômica a pecuária e a agronomia. Porém o comércio de bebidas está se sobressaindo a ponto de futuramente tornar-se a parte fundamental da economia joselândense.[carece de fontes?]
| Área da unidade territorial [2024]    | 703,094 km² |
| Área urbanizada [2019]                | 5,13 km²    |
| Esgotamento sanitário adequado [2010] | 3,3 %       |
| Arborização de vias públicas [2010]   | 88,2 %      |
| Urbanização de vias públicas [2010]   | 13 %        |

Fonte: IBGE
População
De acordo com o Censo Demográfico de 2022, a população do município de Joselândia era de 14.924 habitantes e a densidade demográfica era de 21,23 habitantes por quilômetro quadrado. Comparando-se com outros municípios do estado do Maranhão, ficava nas posições 122 e 96 de 217.
| População no último censo [2022] | 14.924 pessoas                          |
| Densidade demográfica [2022]     | 21,23 habitante por quilômetro quadrado |

Fonte: IBGE
Educação
Em 2010, a taxa de escolarização de 6 a 14 anos de idade era de 97,7%. Comparando-se com outros municípios do estado do Maranhão, ficava na posição 49 dentre as 217 cidades do Estado.
| Taxa de escolarização de 6 a 14 anos de idade [2010]             | 97,7 % |
| IDEB – Anos iniciais do ensino fundamental (Rede pública) [2023] | 5,2    |
| IDEB – Anos finais do ensino fundamental (Rede pública)          | 4,7    |

Fonte: IBGE
Saúde
Em 2022, a taxa de mortalidade infantil média na cidade de Joselândia era de 17,32 para 1.000 nascidos vivos. Comparando-se com todos os municípios do estado do Maranhão, ficava na posição 85 de 217.
| Mortalidade Infantil [2022]              | 16,67 óbitos por mil nascidos vivos |
| Internações por diarreia pelo SUS [2022] | -                                   |

Fonte: IBGE
Economia
Em 2021, o PIB per capita do município era de R$ 7.182,9. Comparando-se com outros municípios do estado, ficava nas posições 181 de 217.
| PIB per capita [2021]                                                                           | 7.182,90 R$      |
| Total de receitas brutas realizadas [2023]                                                      | 60.830.197,70 R$ |
| Transferências correntes (Percentual em relação às receitas correntes brutas realizadas) [2023] | 94,68 %          |
| Total de despesas brutas empenhadas [2023]                                                      | 61.426.721,33 R$ |

Fonte: IBGE
| Salário médio mensal dos trabalhadores formais [2022]                                             | 2,3 salários mínimos |
| Pessoal ocupado [2022]                                                                            | 764 pessoas          |
| População ocupada [2022]                                                                          | 5,12 %               |
| Percentual da população com rendimento nominal mensal per capita de até 1/2 salário mínimo [2010] | 54,7 %               |

Fonte: IBGE